# 威尼斯癡魂
《威尼斯癡魂》（英語：Don't Look Now）是一部1973年上映的英语驚悚片，由尼古拉斯·罗伊格（Nicolas Roeg）执导，改编自达夫妮·杜穆里埃1971年的短篇小说《此刻不要回头》。茱莉·姬絲蒂和唐纳德·萨瑟兰分别饰演劳拉·巴克斯特和约翰·巴克斯特，这对夫妇在女儿意外去世后前往威尼斯，约翰受邀修复一座古老的教堂。在威尼斯，他们遇到了一对姐妹，其中一人自称能透視，告诉他们亡女正在试图与他们联系并警告他们即将到来的危险。起初，约翰不以为意，但随后开始亲身经历一些神秘的幻象。
《威尼斯癡魂》探讨了失去孩子的心理创伤以及这种悲痛对婚姻关系的影响。这部电影以其创新的剪辑风格、反复出现的意象和主题而闻名，并且内有一场在当时尺度颇大的争议性性爱场面。此外，影片运用了倒敍与預敍的手法，以符合对“预知能力”的描绘，同时也透过剪辑手段将不同场景交错或融合，改变观众对现实的认知。影片在视觉上采用了印象派风格，经常透过熟悉的物品、图案和颜色的关联剪辑来预示未来事件。
自上映以来，该片的声誉逐渐提升，如今已被视为经典之作，对恐怖电影及英国电影产生了深远影响。

## 剧情
在英格兰乡间别墅中，约翰·巴克斯特和劳拉·巴克斯特年幼的女儿克里斯汀意外溺亡。事后，仍沉浸在悲痛中的劳拉与丈夫一同前往威尼斯，因为约翰接受了一位主教的委托，修复一座古老的教堂。在一次餐厅用餐时，劳拉结识了一对年长的姐妹——希瑟和温迪。希瑟自称有靈能力，尽管她是盲人，却声称能够“看见”巴克斯特夫妇已故的女儿。劳拉闻言深受震撼，返回餐桌后突然晕倒。
劳拉被送往医院，随后告诉约翰希瑟所说的一切。约翰对此持怀疑态度，但同时也注意到妻子的情绪有所好转。当天晚上，劳拉出院后，夫妻二人度过了一夜激情时光。晚餐途中，他们在威尼斯的小巷中迷路并一度走散。此时，约翰瞥见一个身穿红色斗篷的小小身影，与克里斯汀去世时所穿的外套极为相似。
次日，劳拉再次与希瑟和温迪会面，透过降神会试图联系克里斯汀。回到酒店后，劳拉告诉约翰，克里斯汀在警告他有危险，必须立刻离开威尼斯。然而，约翰对此不以为然，与妻子发生争执。当晚，他们接到一通电话，得知儿子在寄宿学校发生事故受伤。劳拉随即赶回英国，而约翰则留在威尼斯继续修复教堂。不久之后，他在施工时险些从脚手架上坠落，这才开始相信“危险”的预言可能是真的。
当天下午，约翰本以为劳拉已回到英国，却在一艘葬礼游船上看到她与希瑟和温迪同行。他担心妻子精神状况不稳定，并且威尼斯正有连环杀手出没，于是向警方报案。调查案件的警探对约翰产生怀疑，派人对他进行跟踪。约翰随后寻找劳拉和两位姐妹，但毫无结果，而那神秘的红衣身影却再次出现在他眼前。焦急之下，他致电儿子的学校确认情况，却得知劳拉确实在英国，并亲自与她通话核实。困惑不已的约翰回到警局，告诉警方失踪案件是自己误报。与此同时，警方将希瑟带去问话，而约翰则向她道歉，护送她返回酒店。
回到酒店后，希瑟突然进入恍惚状态，感应到即将发生某种可怕的事情，劝温迪去阻止约翰，但她最终未能赶上。另一边，约翰再次目睹红衣身影，这一次，他决定追上去。在一座废弃的宮殿内，他终于拦住了对方，以为是个孩子。然而，当红衣身影转身时，他惊恐地发现那竟是一名相貌丑陋的侏儒女子。就在约翰愣神之际，侏儒掏出一把锋利的屠刀，一刀砍开了他的喉咙。临死前，约翰终于明白，他此前所见的种种异象，实际上是自己被谋杀和葬礼的预兆，但一切都已无可挽回。

## 分析

### 主题
《威尼斯癡魂》是一部以神秘学为主题的惊悚片，其中哥特式幽灵故事的传统被用来探讨一对丧女父母的心理状态。导演尼古拉斯·罗伊格对“让悲伤成为影片的核心驱动力”这一想法深感兴趣，指出：“悲伤会让人们分离……即使是最亲密、最健康的关系，也可能因悲伤而瓦解。”电影的整体氛围被克里斯汀的死亡笼罩，她的存在及其死亡方式不断透过影像元素被召回：影片中多次倒叙克里斯汀穿着红色外套玩耍的画面，同时，神秘的红衣小身影也时常出现，使人联想到克里斯汀。此外，水与死亡之间的联系在连环杀手的支线剧情中得以延续，受害者被不断从威尼斯的运河中打捞上来；影片开头，约翰捞起女儿遗体的一幕也在后续场景中被呼应，他再次从水中捞起一只玩偶。
导演透过反复出现的母题和非传统的剪辑手法来暗示关键情节的发展。在达夫妮·杜穆里埃的原著中，穿红色外套的是劳拉，但电影中红色被用来建立克里斯汀与神秘红衣人物之间的联系。此外，小说的故事原本从克里斯汀死于脑膜炎后的威尼斯开始，而电影则将其死亡方式改为溺水，并增加了一段開場序幕，以强化水的意象。影片中“坠落”的危险也无处不在：克里斯汀跌入湖中溺亡；劳拉在餐厅晕倒后被送往医院；儿子约翰尼在寄宿学校受伤是由于跌倒；负责教堂修复的主教告诉约翰，他的父亲死于坠落事故；而约翰本人在施工时也差点从脚手架上摔落。此外，玻璃作为不祥預兆也频繁出现：克里斯汀溺水前，约翰打翻了一杯水，而约翰尼则弄碎了一块玻璃；劳拉在餐厅晕倒时碰翻了桌上的玻璃器皿；当约翰在教堂修复工程中差点坠落时，一块木板击碎了玻璃；最终，在约翰面对神秘红衣人物之前，他向两位姐妹要了一杯水——这一物品与克里斯汀的死亡有着象征性的联系。
影片的故事主线围绕着误解和错认展开：当约翰看到劳拉和两位姐妹在葬礼船上时，他未能意识到这实际上是一个预兆，而误以为劳拉仍在威尼斯；在跟随劳拉前往降神会时，他被误认为偷窥狂；最终，他误把神秘的红衣身影当成了一个孩子。影片中还大量运用了“分身”与“副本”的概念：从水中的倒影到照片、警方画像，再到约翰修复教堂时对马赛克拼图的精准匹配。这种重复意象强调了现实与幻象之间的模糊界限。劳拉在写给儿子的信中提到，她无法分辨修复后的教堂玻璃窗与“真正的东西”，而约翰在修复古老的马赛克时，也试图让新制的瓷砖与旧瓷砖完全匹配。导演罗伊格将电影的核心设定为“生活中一切都不像表面看起来那么简单”，特意让唐纳德·萨瑟兰在片中亲口说出这句台词——这一场景拍摄了十五次才最终完成。
沟通是尼古拉斯·罗伊格作品中的重要主题，在《威尼斯癡魂》中尤为突出。最明显的例子是盲眼通灵者希瑟，她能够与亡灵交流。但沟通的主题还体现在其他方面：影片中没有提供意大利语台词的字幕，增强了观众的困惑感，使他们与约翰一样感到语言障碍带来的不安。此外，女性在影片中被塑造成比男性更擅长沟通的角色：除了透視者希瑟是女性，劳拉也比约翰更频繁地与儿子约翰尼保持联系；当巴克斯特夫妇接到寄宿学校打来的电话时，校长在解释儿子受伤情况时语焉不详，最终由他的妻子接过电话，清楚地说明了情况。
《威尼斯癡魂》的剪辑风格以破碎性著称，这也是尼古拉斯·罗伊格电影的标志之一。影片呈现了一种“流动的时间”，其中过去、现在和未来并存。例如，在影片开头，约翰在幻灯片中似乎看到了神秘的红衣身影；当他看到劳拉和两姐妹在葬礼船上时，他误以为那是当下发生的场景，但实际上是未来的预兆。在电影的性爱场景中，约翰与劳拉的激情片段与二人事后穿衣的画面交错剪辑在一起，形成了一种时间的错位。此外，在约翰被红衣侏儒杀害的高潮时刻，他的生命在眼前回放，过去的片段透过倒叙呈现，这种剪辑方式可以被理解为“人生在死亡前的回闪”。从叙事层面来看，影片的情节可以被解读为一个“自证预言”：正是约翰对自己死亡的预感，促使了他最终走向死亡的道路。影片剪辑师格雷厄姆·克利福德（Graeme Clifford）曾表示，尼古拉斯·罗伊格将这部电影视为他对“电影语法”的一次实验。

### 灵感
《威尼斯癡魂》在风格和主题上深受亞弗列·希治閣的影响，展现了多种希治閣电影的特征。例如，克里斯汀死亡后，劳拉的尖叫声与电钻的刺耳声相连，这一匹配剪辑让人联想到《三十九级台阶》中的一个经典场景：女性尖叫声直接转场到火车汽笛声。此外，当约翰向意大利警方报告劳拉失踪时，他意外地成为正在调查的一起谋杀案的嫌疑人——这一“无辜者被误认为罪犯并被警方追捕”的情节是典型的希治閣式叙事模式。影片在场面调度上的处理也具有希治閣风格，将主角的心理状态透过具体的情节发展和视觉元素展现出来。例如，巴克斯特夫妇前往威尼斯的旅行，本质上是一次试图逃离个人悲剧的旅程；在威尼斯期间，他们多次呈现出“奔跑”或“寻找”的状态。约翰在威尼斯的迷宫般街道中迷失方向，反复与劳拉失散，不断试图找到她，这些外在的行为实际上是他内心精神状态的映射——他对丧女之痛的困惑、焦虑以及无法掌控的现实感。
尼古拉斯·罗伊格在拍摄《威尼斯癡魂》之前，就在《迷幻演出》和《澳洲奇谈》中使用了类似的破碎式剪辑风格，但这一剪辑方式最早源自剪辑师安东尼·吉布斯（Antony Gibbs）在电影《芳菲何處》中的尝试。罗伊格在《芳菲何處》中担任摄影指导，该片的主演之一正是茱莉·姬絲蒂，而吉布斯后来又负责剪辑了《迷幻演出》和《澳洲奇谈》，对罗伊格的剪辑风格产生了重要影响。罗伊格对于色彩，尤其是红色的运用，同样可以追溯到他早期的作品。《迷幻演出》和《澳洲奇谈》中均有整片画面变红的场景，与《威尼斯癡魂》中克里斯汀溺水时，幻灯片上的水渍反应导致整个画面变红的视觉效果如出一辙。此外，神秘的红衣身影与死亡的关联，直接可追溯到罗伊格作为摄影师参与的电影《怪病》，该片中有一个穿着红衣、象征死神的角色，类似于《威尼斯癡魂》中的红衣侏儒。电影中对于“短暂一瞥”的运用可能受到普魯斯特的启发。在《追憶似水年華》中，主人公在威尼斯偶然瞥见远处的一袭红色长裙，这一瞬间让他想起失去的爱人，引发了强烈的情感波动。这种“视觉瞬间引发情感回忆”的手法，在《威尼斯癡魂》中被用于约翰对红衣身影的反复追寻。
除了普鲁斯特，博尔赫斯和尼采也被认为是影片的潜在文学影响。影评人波琳·凯尔（Pauline Kael）在影评中提到：“罗伊格比那些直接尝试将博尔赫斯搬上银幕的导演更成功地捕捉到了博尔赫斯的精髓。”另一位学者马克·桑德森（Mark Sanderson）则在“英國電影協會现代经典”系列文章中，将影片与尼采的《善惡的彼岸》进行了对比。从电影风格上看，《威尼斯癡魂》的叙事结构、影像语言以及对角色心理的深入探索，使其与義大利的“鉛黃電影”类型产生了相似性。義大利恐怖片研究者安雅·斯坦利（Anya Stanley）指出，《威尼斯癡魂》雖然具有義式惊悚片的某些特点，但是缺乏“鉛黃電影”中常见的剥削式暴力与性元素。在这方面，学者丹尼·希普卡（Danny Shipka）认为，《威尼斯癡魂》与阿尔多·拉多（Aldo Lado）1972年的电影《追兇》（佐治·拉辛比主演）有许多相似之处：两部电影都围绕因女儿溺水死亡而陷入迷惘的夫妇展开，但拉多减少了“鉛黃電影”中极端的血腥和色情元素，而是透過威尼斯的背景营造出一种令人不安的氛围——这一点与罗伊格的电影手法非常相似。